# USAC National Championship 1974
USAC National Championship 1974 var ett race som kördes över 14 omgångar. Bobby Unser blev mästare, med Indianapolis 500-vinnaren från samma år; Johnny Rutherford på andra plats.

## Delsegrare
| Datum        | Bana             | Vinnare           |
| ------------ | ---------------- | ----------------- |
| 3 mars       | Ontario          | A.J. Foyt         |
| 3 mars       | Ontario          | Johnny Rutherford |
| 10 mars      | Ontario          | Bobby Unser       |
| 17 mars      | Phoenix          | Mike Mosley       |
| 7 april      | Trenton          | Bobby Unser       |
| 26 maj       | Indianapolis 500 | Johnny Rutherford |
| 9 juni       | Milwaukee        | Johnny Rutherford |
| 30 juni      | Pocono           | Johnny Rutherford |
| 21 juli      | Michigan         | Bobby Unser       |
| 11 augusti   | Milwaukee        | Gordon Johncock   |
| 15 september | Michigan         | Al Unser          |
| 22 september | Trenton          | A.J. Foyt         |
| 22 september | Trenton          | Bobby Unser       |
| 2 november   | Phoenix          | Gordon Johncock   |

## Slutställning
| Plats | Förare             | Poäng |
| ----- | ------------------ | ----- |
| 1     | Bobby Unser        | 4870  |
| 2     | Johnny Rutherford  | 3650  |
| 3     | Gordon Johncock    | 3050  |
| 4     | Al Unser           | 2430  |
| 5     | Jimmy Caruthers    | 2065  |
| 6     | Billy Vukovich Jr. | 1925  |
| 7     | Lloyd Ruby         | 1580  |
| 8     | A.J. Foyt          | 1510  |
| 9     | Wally Dallenbach   | 1445  |
| 10    | Steve Krisiloff    | 1130  |
| 11    | Jerry Grant        | 1050  |
| 12    | Pancho Carter      | 1040  |
| 13    | Mike Mosley        | 945   |
| 14    | Jim McElreath      | 700   |
| 15    | Mario Andretti     | 655   |
| 16    | John Martin        | 600   |
| 17    | Roger McKluskey    | 555   |
| 18    | Tom Sneva          | 500   |
| 19    | Mike Hiss          | 420   |
| 20    | Bentley Warren     | 340   |